# سليم شاكر
سليم شاكر (24 أغسطس 1961 - 8 أكتوبر 2017) هو سياسي تونسي سابق، تقلد عدة مناصب وزارية كان آخرها منصب وزير الصحة في حكومة يوسف الشاهد.

## السيرة الذاتية
ولد في صفاقس يوم 24 أوت 1961 وتوفي اثر نوبة قلبية يوم 08 أكتوبر 2017 وهو وزير صحة، وتحصّل على الباكالوريا سنة 1979 بمعهد الصّادقيّة، ثمّ أحرز سنة 1983 التّبريز في الرّياضيّات من المدرسة العليا للمعلمين بتونس وشهادة هندسة الإحصاء الاقتصادي بفرنسا في 1986 والماجستير للأعمال والتصرف في يناير 2008 من المعهد المتوسطي للأعمال بتونس. وعمل مديرا مساعدا بالبنك التونسي القطري للاستثمار من 1991 إلى 1992، واشتغل مدير دراسات في المركز التقني للنسيج بوزارة الصناعة، ثم مديرا منسقا لصندوق اقتحام الأسواق الخارجية بوزارة التجارة. وهو مستشار دولي لدى البنك الدولي يشتغل على بحث وضبط استراتيجيات تنمية الصادرات وهو أيضا مستشار دولي بالبرنامج الأوروبي للجنة الأوروبية بالأردن ولتأهيل قطاع الخدمات والسياحة وهو المنصب الذي تقلده قبل تعيينه وزيرا للماليّة.

## الحياة الخاصة
سليم شاكر متزوج وأب لثلاثة أبناء وهو ابن السياسي محمد شاكر وحفيد السياسي والمناضل الهادي شاكر.

توفي في 8 أكتوبر 2017 عن عمر يناهز ال56 سنة، وذلك على إثر نوبة قلبية تعرض لها بعد مشاركته في مارطون نوران لمكافحة مرض سرطان الثدي بمدينة نابل، استوجبت نقله في مرحلة أولى إلى مستشفى قرمبالية وتم نقله إثر ذلك إلى المستشفى العسكري بتونس أين توفي هناك.

### إشاعات
قال القيادي في حركة مشروع تونس الصحبي بن فرج ما أشيع عن ظروف وفاة وزير الصحة هي إشاعات ومغالطات، وأن الوزير شارك في الماراثون في نابل، ثم غادر المكان دون أن يبدو عليه أي أثر لألم أو وعكة. وإنما حصلت له نوبة قلبية في طريق العودة إلى العاصمة.